# Caridina zebra
Caridina zebra е вид десетоного от семейство Atyidae. Видът не е застрашен от изчезване.

## Разпространение и местообитание
Разпространен е в Австралия (Куинсланд).
Обитава сладководни басейни, реки и потоци.

## Описание
Популацията на вида е стабилна.